# 南洋道問題
南洋道問題（なんようどうもんだい）は、明治時代に提起された沖縄県と台湾の合併計画問題。最終的に各方面からの反発により、提起から1年にも満たない1909年には立ち消えとなっている。

## 概要
1908年に帝国議会の代議士により、日清戦争により日本の領土となった台湾が沖縄県を合併するという計画を提起した。この計画の意図は、当時の中央政府がもてあましていた沖縄県を台湾総督府の直轄にし、内地の負担を軽減させようとしたものであった。
この計画には、鹿児島県出身の前沖縄県知事であった奈良原繁も賛同し、その後、北の「北海道」に対し、沖縄県と台湾を合併し、南の「南洋道」を新設するという計画に表面上変更された。
これに対し、『琉球新報』では「台湾直轄論」という社説にて計画案を批判するなど、反対論を展開した。最終的に各方面からの反発にあったことにより、翌1909年に計画は立ち消えとなった。